# كليمنت دوسيت
كليمنت دوسيت هو عازف بيانو بلجيكي، ولد في 9 أبريل 1895 في بروكسل في بلجيكا، وتوفي بنفس المكان في 15 أكتوبر 1950.

## وصلات خارجية
- كليمنت دوسيت على موقع IMDb (الإنجليزية)
- كليمنت دوسيت على موقع ألو سيني (الفرنسية)
- كليمنت دوسيت على موقع ميوزك برينز (الإنجليزية)
- كليمنت دوسيت على موقع ديسكوغز (الإنجليزية)
- كليمنت دوسيت على موقع قاعدة بيانات الفيلم (الإنجليزية)
- كليمنت دوسيت على موقع كينوبويسك (الروسية)